# أدريان جونز (ضابط بحري)
أدريان جونز (بالإنجليزية: Adrian Johns) هو ضابط بحري بريطاني، ولد في 1 سبتمبر 1951 في Redruth ‏ في المملكة المتحدة.